# Elimination Chamber 2014
Elimination Chamber 2014 è stata la quinta edizione dell'omonimo evento in pay-per-view prodotto annualmente dalla WWE. L'evento si è svolto il 23 febbraio 2014 al Target Center di Minneapolis (Minnesota).

## Storyline
Il 26 gennaio, alla Royal Rumble, Randy Orton ha difeso con successo il WWE World Heavyweight Championship contro John Cena grazie alla decisiva interferenza della Wyatt Family (Bray Wyatt, Erick Rowan e Luke Harper) ai danni di Cena. Nella puntata di Raw del 27 gennaio Stephanie McMahon ha annunciato che Orton avrebbe difeso il titolo in un Elimination Chamber match all'omonimo evento. La sera stessa Daniel Bryan ha confrontato l'Authority (Triple H e Stephanie) chiedendo a Triple H di essere inserito all'interno dell'Elimination Chamber match; tuttavia Triple H ha ordinato allo Shield (lo United States Champion Dean Ambrose, Seth Rollins e Roman Reigns) di attaccare Bryan, il quale è stato poi salvato da Sheamus e John Cena. Il tutto ha portato Triple H e Stephanie ad indire un match di qualificazione per l'Elimination Chamber match tra i sei; in cui Bryan, Cena e Sheamus sono riusciti a prevalere per squalifica a causa dell'interferenza della Wyatt Family, qualificandosi così per l'omonimo match di Elimination Chamber. Nella puntata di SmackDown del 31 gennaio, Cesaro e Christian sono stati gli ultimi due a qualificarsi per l'Elimination Chamber match dopo che hanno rispettivamente sconfitto Dolph Ziggler e Jack Swagger.
Nella puntata di Raw del 27 gennaio lo Shield è stato sconfitto da Daniel Bryan, Sheamus e John Cena a causa dell'interferenza della Wyatt Family, la quale ha attaccato Cena inducendo così Ambrose, Rollins e Reigns alla sconfitta per squalifica e alla contemporanea perdita di un posto all'interno dell'Elimination Chamber match per il WWE World Heavyweight Championship. Nella puntata di SmackDown del 31 gennaio lo Shield ha dunque chiesto ed ottenuto da Triple H un match contro la Wyatt Family per Elimination Chamber.
In seguito all'annuncio del ritorno di Batista in WWE, Alberto Del Rio ha iniziato ad insultare lo stesso Batista dichiarando che lo avrebbe eliminato dal Royal Rumble match dell'omonimo evento. Nella puntata di Raw del 20 gennaio Batista ha brutalmente attaccato Del Rio per poi colpirlo con la Batista Bomb. Il 26 gennaio, alla Royal Rumble, Batista ha eliminato Del Rio dall'omonimo match per poi riuscire ad aggiudicarsi la vittoria eliminando per ultimo Roman Reigns. Nella puntata di Raw del 3 febbraio Del Rio ha attaccato Batista, mentre la settimana successiva lo stesso Batista ha restituito il favore colpendo Del Rio con una Batista Bomb attraverso il tavolo dei commentatori. In seguito Triple H ha annunciato un match tra Batista e Del Rio per Elimination Chamber.
Nella puntata di SmackDown del 14 febbraio Jack Swagger ha sconfitto Mark Henry, Rey Mysterio e Kofi Kingston in un Fatal 4-Way match, ottenendo così un match per l'Intercontinental Championship contro il campione Big E a Elimination Chamber.
Il 26 gennaio, alla Royal Rumble, i New Age Outlaws (Billy Gunn e Road Dogg) hanno sconfitto Cody Rhodes e Goldust conquistando così il WWE Tag Team Championship. In seguito ai vari screzi sorti tra i New Age Outlaws e gli Usos (Jey Uso e Jimmy Uso) nel corso delle successive settimane, il 17 febbraio è stato annunciato che Gunn e Dogg avrebbero difeso i titoli di coppia contro gli Usos a Elimination Chamber.
Nella puntata di SmackDown del 31 gennaio Titus O'Neil ha effettuato un turn heel attaccando brutalmente Darren Young, ponendo dunque fine al tag team dei Prime Time Players. In seguito un match tra Young e O'Neil è stato annunciato per Elimination Chamber.

## Risultati
| #       | Incontri                                                                          | Stipulazioni                                                        | Durata |
| ------- | --------------------------------------------------------------------------------- | ------------------------------------------------------------------- | ------ |
| Kickoff | Cody Rhodes e Goldust hanno sconfitto Curtis Axel e Ryback (con Larry Hennig)     | Tag team match                                                      | 10:25  |
| 1       | Big E (c) ha sconfitto Jack Swagger (con Zeb Colter)                              | Single match per il WWE Intercontinental Championship               | 11:50  |
| 2       | I New Age Outlaws (c) hanno sconfitto gli Usos                                    | Tag team match per il WWE Tag Team Championship                     | 08:34  |
| 3       | Titus O'Neil ha sconfitto Darren Young                                            | Single match                                                        | 08:17  |
| 4       | La Wyatt Family ha sconfitto lo Shield                                            | Six-man tag team match                                              | 22:42  |
| 5       | Cameron ha sconfitto AJ Lee (c) (con Tamina) per squalifica                       | Single match per il WWE Divas Championship                          | 04:30  |
| 6       | Batista ha sconfitto Alberto Del Rio                                              | Single match                                                        | 07:11  |
| 7       | Randy Orton (c) ha sconfitto Cesaro, Christian, Daniel Bryan, John Cena e Sheamus | Elimination chamber match per il WWE World Heavyweight Championship | 37:30  |

Elimination chamber match
| Eliminato | Wrestler     | Entrato | Eliminato da |   |
| --------- | ------------ | ------- | ------------ | - |
| 1°        | Sheamus      | 2°      | Christian    |   |
| 2°        | Christian    | 4°      | Daniel Bryan |   |
| 3°        | Cesaro       | 1°      | John Cena    |   |
| 4°        | John Cena    | 5°      | Randy Orton  |   |
| 5°        | Daniel Bryan | 3°      | Randy Orton  |   |
| Vincitore | Randy Orton  | 6°      | -            | - |